# Ulrich Grotefend
Georg Ulrich Grotefend (* 25. Mai 1907 in Marburg; † 5. Juli 1945 in Göttingen) war ein Historiker und Staatsarchivar.

## Leben
Grotefend stammte aus einer Familie von Historikern. Sein Vater war der Staatsarchivar Otto Grotefend (1873–1945) und sein Großvater  der Archivar und Historiker Hermann Grotefend (1845–1931), der bekannt für sein Standardwerk zur historischen Zeitrechnung ist. Nach dem Besuch des Gymnasiums in Stettin studierte er von 1925 bis 1930 Geschichte, Germanistik und Latein an den Universitäten Breslau und Marburg. Wie schon sein Vater gehörte Grotefend seit Beginn seines Studiums der Alten Breslauer Burschenschaft der Raczeks an. 1930 wurde Grotefend in Marburg über Die Geschichte und rechtliche Stellung der Juden in Pommern bis zum Tode Friedrich des Großen promoviert. Nach seiner Ausbildung am IFA Potsdam von Juni 1930 bis September 1931 trat er seine erste Stelle als Archivhilfsarbeiter (1934 Archivassistent) im Dezember 1932 am Staatsarchiv Osnabrück an. 1936 wechselte er an das Staatsarchiv Marburg, wo er 1937 zum Staatsarchivrat ernannt wurde. 1940 wurde Grotefend zur Wehrmacht eingezogen und starb 1945 als Kriegsgefangener.
Grotefend trat zum 12. April 1940 der SS bei (SS-Nummer 423.453) und wurde zum 10. Juni 1941 zum SS-Untersturmführer befördert. „Im März 1944 ordnete das von Adolf Eichmann geführte Referat IV B 4 des Reichssicherheitshauptamts in Berlin eine Überprüfung der Calmeyer-Akten durch den nach den Haag abkommandierten Genealogie-Experten der SS Ulrich Grotefend an. Die Revision kam kriegsbedingt jedoch nicht mehr zustande.“

## Schriften (Auswahl)
- Geschichte und rechtliche Stellung der Juden in Pommern. Von den Anfängen bis zum Tode Friedrichs des Großen (= Dissertation Marburg 1930).  In: Baltische Studien ISSN 0067-3099 urn:nbn:de:gbv:9-g-30910, Neue Folge 32 (1930), S. 83–198 Digitale Bibliothek Mecklenburg-Vorpommern.
- Das preußische Staatsarchiv zu Osnabrück. In: Westfalen, 28. Jg., Heft 1–2, 1933, ISSN 0043-4337 Nachweis k10plus, S. 57–64.
- Bücherkunde zur Geschichte des Regierungsbezirks Osnabrück, unter Berücksichtigung der bis zum Jahre 1908 erschienenen Bücher und Aufsätze (= Mitteilungen des Vereins für Geschichte und Landeskunde von Osnabrück ISSN 0179-3802. 22). Kisling, Osnabrück 1934 (Nachweis k10plus).